# Noruega en los Juegos Olímpicos de Amberes 1920
Noruega estuvo representada en los Juegos Olímpicos de Amberes 1920 por un total de 194 deportistas que compitieron en 16 deportes.  
El portador de la bandera en la ceremonia de apertura fue el atleta Helge Løvland.

## Medallistas
El equipo olímpico noruego obtuvo las siguientes medallas:
| Nombre | Deporte            | Competición                               |
| --- | ------------------ | ----------------------------------------- |
| Oro |                    |                                           |
| Helge Løvland | Atletismo          | Decatlón M                                |
| Otto Olsen | Tiro               | Ciervo móvil tiro único 100 m M           |
| Harald Natvig Otto Olsen Ole Lilloe-Olsen Einar Liberg Hans Nordvik                                                                             | Tiro               | Ciervo móvil tiro único por eqs. 100 m M  |
| Ole Lilloe-Olsen | Tiro               | Ciervo móvil tiro doble 100 m M           |
| Harald Natvig Ole Lilloe-Olsen Einar Liberg Hans Nordvik Thorstein Johansen                                                                     | Tiro               | Ciervo móvil tiro doble por eqs. 100 m M  |
| Otto Olsen | Tiro               | Rifle militar en posición tendida 300 m M |
| Andreas Brecke Paal Kaasen Ingolf Rød | Vela               | 6 Metre (tipo 1919) M                     |
| Carl Ringvold Thorleif Holbye Tellef Wagle Kristoffer Olsen Alf Jacobsen                                                                        | Vela               | 8 Metre (tipo 1907) M                     |
| Magnus Konow Reidar Martiniuson Ragnar Vik Thorleif Kristoffersen                                                                               | Vela               | 8 Metre (tipo 1919) M                     |
| Charles Arentz Willy Gilbert Robert Giertsen Arne Sejersted Halfdan Schjøtt Trygve Schjøtt Otto Falkenberg                                      | Vela               | 10 Metre (tipo 1919) M                    |
| Erik Herseth Sigurd Holter Ingar Nielsen Ole Sørensen Gunnar Jamvold Peter Jamvold Claus Juell                                                  | Vela               | 10 Metre (tipo 1907) M                    |
| Johan Friele Arthur Allers Martin Borthen Kaspar Hassel Erik Ørvig Olaf Ørvig Thor Ørvig Egill Reimers Christen Wiese                           | Vela               | 12 Metre (tipo 1919) M                    |
| Henrik Østervold Kristian Østervold Ole Østervold Jan Østervold Hans Næss Halvor Møgster Halvor Birkeland Rasmus Birkeland Lauritz Christiansen | Vela               | 12 Metre (tipo 1907) M                    |
| Plata |                    |                                           |
| Sverre Sørsdal | Boxeo              | Semipesado (79,4 kg) M                    |
| Equipo | Gimnasia artística | Sistema libre por eqs. M                  |
| Andreas Krogh | Patinaje artístico | Individual M                              |
| Alexia Bryn Yngvar Bryn | Patinaje artístico | Parejas                                   |
| Otto Olsen Albert Helgerud Olaf Sletten Østen Østensen Jacob Onsrud                                                                             | Tiro               | Rifle militar por eqs. (300 m + 600 m) M  |
| Otto Olsen Albert Helgerud Olaf Sletten Østen Østensen Gudbrand Skatteboe                                                                       | Tiro               | Rifle en tres posiciones por eqs. 300 m M |
| Einar Torgersen Andreas Knudsen Leif Erichsen                                                                                                   | Vela               | 6 Metre (tipo 1907) M                     |
| Niels Nielsen Johan Faye Christian Dick Sten Abel                                                                                               | Vela               | 7 Metre M                                 |
| Jens Salvesen Lauritz Schmidt Finn Schiander Nils Thomas Ralph Tschudi                                                                          | Vela               | 8 Metre (tipo 1919) M                     |
| Bronce |                    |                                           |
| Frithjof Andersen | Lucha grecorromana | 67,5 kg M                                 |
| Martin Stixrud | Patinaje artístico | Individual M                              |
| Birger Var Theodor Klem Henry Larsen Per Gulbrandsen                                                                                            | Remo               | Cuatro con timonel (M4+) M                |
| Tollef Tollefsen Theodor Nag Conrad Olsen Adolf Nilsen Håkon Ellingsen Thore Michelsen Arne Mortensen Karl Nag Thoralf Hagen (t)                | Remo               | Ocho con timonel (M8+) M                  |
| Harald Natvig | Tiro               | Ciervo móvil tiro único 100 m M           |
| Einar Liberg | Tiro               | Ciervo móvil tiro doble 100 m M           |
| Østen Østensen | Tiro               | Rifle en tres posiciones 300 m M          |
| Østen Østensen Olaf Sletten Anton Olsen Sigvart Johansen Albert Helgerud                                                                        | Tiro               | Rifle por eqs. 50 m M                     |
| Henrik Agersborg Trygve Pedersen Einar Berntsen                                                                                                 | Vela               | 6 Metre (tipo 1907) M                     |